# Magic Time
『Magic Time』（マジックタイム）は、中川翔子の2枚目のオリジナルアルバム。
2009年1月1日にソニー・ミュージックレコーズから発売された。

## 概要
中川の作品ではオリジナルアルバムでは2作目、アルバム作品全体では4作目となる。
CDのみ盤・CD+DVD盤の2形態での発売。
3ヶ月連続でリリースされたシングル「Shiny GATE」「続く世界」「綺麗ア・ラ・モード」とボーナストラック1曲を含む全12曲を収録。
タイトルの「Magic Time」とは、夕陽が沈む時の空が青く染まる瞬間の事で、中川は一日で一番綺麗な時間だという。また「マジックをかけられたような楽しく心地よい時間になれば」という意味も込めているとのこと。 7thシングル「綺麗ア・ラ・モード」のレコーディングの際に作詞家・松本隆からアドバイスをもらった中川自身が名付けたという。

## 収録曲

### CD
1. your "Magic Time" (inst.)
作曲・編曲：nishi-ken
2. Spiral
作詞：leonn／作曲：日比野裕史／編曲：nishi-ken
3. through the looking glass
作詞：meg rock／作曲：磯崎健史／編曲：齋藤真也
6thシングルカップリング、不二家「LOOK ア・ラ・モード」CMソング
4. 続く世界
作詞：meg rock／作曲：藤末樹／編曲：nishi-ken
6thシングル、映画「劇場版 天元突破グレンラガン 紅蓮篇」主題歌
5. シャーベット色の時間
作詞：meg rock／作曲：筒美京平／編曲：小林俊太郎
6. マカロン♥ホリディ
作詞：meg rock／作曲：corin.／編曲：加藤大祐
7. Brand-new day
作詞：Alice ice／作曲：板垣祐介／編曲：西岡和哉
8. Shiny GATE
作詞：Shihomi・渡辺和紀／作曲：渡辺和紀／編曲：nishi-ken
5thシングル、「東京オンリーピック」テーマソング ／日本テレビ系「スポーツうるぐす」テーマソング（2008年8月・9月）
9. 冬の遊園地
作詞・作曲・編曲：近藤ひさし
10. 綺麗ア・ラ・モード
作詞：松本隆　作曲：筒美京平　編曲：本間昭光
7thシングル、不二家「LOOK ロイヤルモード」CMソング
11. Ivy
作詞：leonn／作曲・編曲：黒須克彦
12. 空色デイズ -天元突破EDITION- (ボーナストラック)
作詞：meg rock／作曲：齋藤真也／編曲：齋須憲祐
「空色デイズ」のリミックスバージョン。「空色～」に加え、「続く世界」「happily ever after」「calling location」のフレーズが各所で使われているマッシュアップ的な作品となっている。[1]。
なお、編曲の「齋須憲祐」は齋藤真也・黒須克彦・nishi-ken(西田憲太郎)・加藤大祐の４名からなる共作ペンネーム。

### DVD
1. 冬の遊園地 PV
2. Making of 冬の遊園地
3. Magic Time 2008

## 仕様
CD+DVD盤
- SRCL-6932〜33
- 初回仕様
  - 「Magic Time」特製リバーシブルアナザージャケット(type A)（表面：本人イラスト 、裏面：本人絵柄）
  - 年賀状にも使える!?「Magic Time」オリジナルポストカード(type A)

CDのみ盤
- SRCL-6934
- 初回仕様
  - 「Magic Time」特製リバーシブルアナザージャケット(type B)（表面：本人イラスト 、裏面：本人絵柄）
  - 年賀状にも使える!?「Magic Time」オリジナルポストカード(type B)